# Florent-Théodore de Berlaymont
Pour les articles homonymes, voir de Berlaymont.
Le comte Florent-Théodore-Henri-Laurent de Berlaymont, vicomte de Heyde, seigneur de Bormenville, né le 10 août 1755 à Liège et mort le 17 février 1825 à Namur, est un général et homme politique liégeois. 

## Biographie
Florent-Théodore de Berlaymont est le fils du général Théodore de Berlaymont, vicomte de Heyde et seigneur de Bormenville, et de la comtesse Olympe d'Oultremont de Warfusée, ainsi que le petit-fils de Jean-François-Paul-Émile d'Oultremont et de Marie-Isabelle de Bavière de Schagen. Marié à Louise de Berlo-Suys, il le beau-père de Charles de Bousies de Rouveroy.
- Colonel de la Garde nationale du département de l'Ourthe
- Général d'infanterie au service du prince-évêque de Liège
- Gouverneur de la citadelle de Liège
- Membre de l'État noble de Liège
- Membre de la première Chambre des États généraux (1815-1825)

## Sources
- parlement.com